# Néferhétepès (épouse d’Ouserkaf)
Pour les articles homonymes, voir Néferhétepès.
Néferhétepès (nfr htp-s, signifiant « Sa Paix/Grâce est belle ») est l’une des épouses, et la seule connue actuellement, du roi Ouserkaf, premier roi de la Ve dynastie.

## Néferhétepès, reine de laVedynastie
Néferhétepès était l’épouse du roi Ouserkaf ainsi que la mère du roi Sahourê. Elle portait les titres de « Mère du Roi de Haute et Basse-Égypte » et de « Fille du Dieu ». À l’exception de ces éléments, peu de choses sont connues de sa vie.
Néferhétepès était connue depuis longtemps par une référence dans la tombe du dignitaire Persen. 

### Hypothèse abandonnée
Jusqu'à récemment, les égyptologues pensaient qu'il était possible que Néferhétepès soit identique à une femme homonyme connue par un fragment de statue trouvé à Abou Rawash, lieu où son père Djédefrê, roi de la IVe dynastie, a construit sa pyramide. Dans un document mentionnant son culte funéraire, Néferhétepès est mentionnée comme ayant le titre de « Mère du Roi de Haute et Basse-Égypte », mais pas le titre d'« Épouse du Roi ». Certains égyptologues pensaient donc qu’elle était la mère du roi Ouserkaf et également fille du roi Djédefrê.
Or le temple mortuaire de cette pyramide avait été modifié sous le règne de Sahourê, deuxième roi de la Ve dynastie et dont le nom fut retrouvé sur un fragment du temple mortuaire. De plus, des reliefs provenant de la chaussée de la pyramide de Sahourê ont montré que la reine Néferhétepès était en réalité la mère du roi Sahourê et l’épouse du roi Ouserkaf. Vu l’écart chronologique entre ces deux homonymes, l’hypothèse qu’elles ne fassent qu’une seule et même personne est très peu probable et est aujourd’hui abandonnée,.

## Sépulture

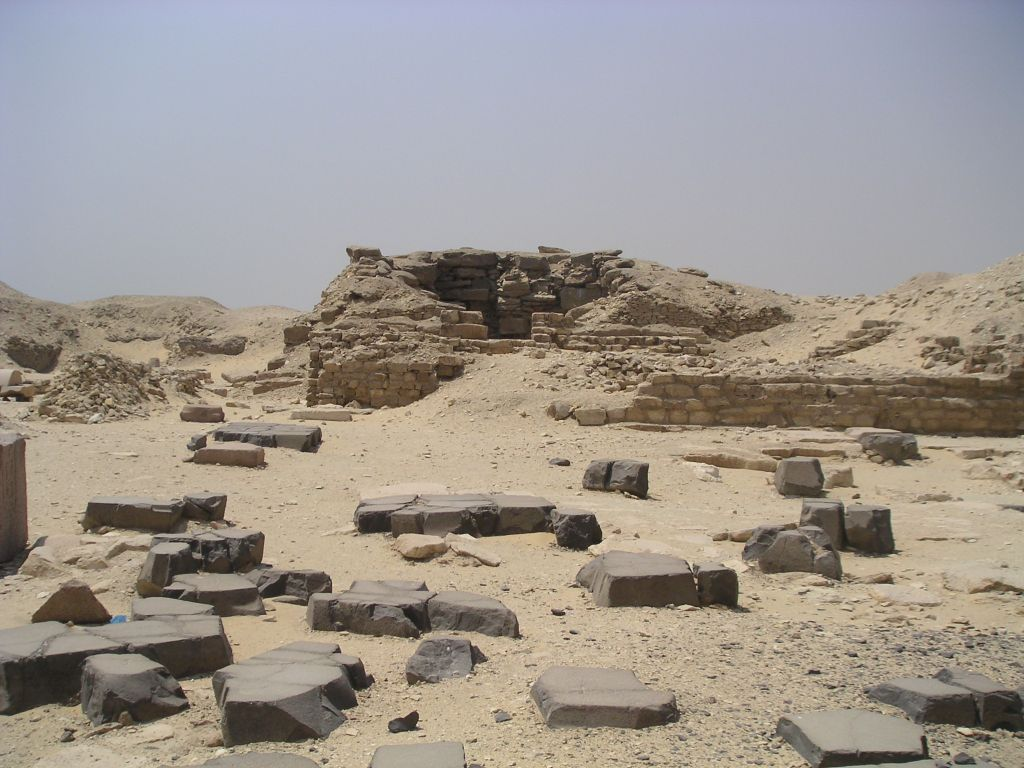
Ruines du temple d'Ouserkaf et de la pyramide de reine attribuée à Néferhétepès à Saqqarah

Actuellement, on identifie la petite pyramide située au sud du complexe funéraire d'Ouserkaf comme étant celle de Néferhétepès.
Cette pyramide avait une hauteur initiale de dix-sept mètres pour une base d'un peu plus de vingt-six mètres, l'inclinaison de sa pente étant de 52°. Aujourd'hui très dégradée, elle conserve encore une partie de la couverture de son caveau laissant apprécier le dispositif de voûte en chevron que les architectes des pyramides utiliseront systématiquement pour la construction des tombes royales à dater du règne d'Ouserkaf.
Cette pyramide possédait un petit temple funéraire accolé à sa face est mais dont bien peu de choses restent visibles, les matériaux de choix, tels que le calcaire fin de Tourah qui composait également le revêtement de la pyramide, ou le granite qui composait autrefois certaines parties de l'édifice ayant été prélevé depuis longtemps par les carriers et ce depuis l'antiquité, laissant le monument anonyme. 
C'est la découverte de la tombe de Persen, prêtre du culte de Néferhétepès et d'Ouserkaf, aménagée à proximité de la pyramide, qui a permis l'identification du monument. Un bloc de cette tombe conservé depuis au musée égyptien de Berlin mentionne explicitement le nom de la reine ainsi que son titre de « Mère du Roi ». 